# Spiler
En spiler er et ballonlignende sejl der er designet til at sejle med vinden på læns og slør.
En spiler kan bruges som et ekstra sejl, som får dig til at sejle hurtigere.
| Skib | Spire Denne artikel om skibe eller både er en spire som bør udbygges. Du er velkommen til at hjælpe Wikipedia ved at udvide den. |